# Edwin Erich Dwinger
Edwin Erich Dwinger (Kiel, 23 aprile 1898 – Gmund am Tegernsee, 17 dicembre 1981) è stato uno scrittore e militare tedesco.

## Biografia
Figlio di un ufficiale della marina tedesca, nella prima guerra mondiale si arruolò volontario come ufficiale di cavalleria, venendo inviato sul fronte orientale, dove rimase gravemente ferito e fu fatto prigioniero dall'esercito russo. Dopo tre anni di prigionia trascorsa tra Irkutsk e la Siberia dell'est prese parte alla guerra civile russa arruolandosi volantario con l'Armata Bianca di Aleksandr Vasil'evič Kolčak. Dopo la sconfitta rovinosa dell'Armata riuscì fortunosamente a fuggire attraverso la Mongolia e a fare ritorno in Germania, dove diede inizio alla sua carriera letteraria con una serie di romanzi autobiografici.
Fu autore tra i più popolari durante la Repubblica di Weimar e il Terzo Reich. Benché sostanzialmente lontano dal nazismo, fu apprezzato da esso per il suo spirito nazionalista e per il suo anti-bolscevismo.  Nel 1935 fu nominato Obersturmführer  del reparto di cavalleria delle SS. Durante la seconda guerra mondiale per intercessione di Heinrich Himmler fu corrispondente di guerra sul fronte russo.  La sua pubblica opposizione all'ideologia nazista che predicava l'inferiorità razziale dei russi lo portò a perdere il favore dei nazisti, tanto da essere messo agli arresti domiciliari nel 1943. Dopo un periodo di silenzio, tornò negli anni '50 ad essere tra gli autori tedeschi più prolifici e più letti, e nel 1957 pubblicò uno dei suoi lavori più noti, il controverso romanzo di fantascienza utopistica Es geschah im Jahre 1965 ("È successo nel 1965").